# Mário Jorge Malino Paulino
Mário Jorge Malino Paulino (* 21. September 1986 in Samora Correia), genannt Camora, ist ein portugiesischer Fußballspieler. Der Mittelfeldspieler steht seit Sommer 2011 bei CFR Cluj in der rumänischen Liga 1 unter Vertrag.

## Karriere
Nach seiner Jugendzeit in seiner Heimatstadt nahm der Drittligist CA Valdevez Camora im Sommer 2005 unter Vertrag. Zu Beginn des Jahres 2006 verpflichtete ihn der damalige Zweitligist SC Beira-Mar. Dort konnte er sich jedoch nicht durchsetzen und wurde nach dem Aufstieg des Klubs an zwei Drittligisten ausgeliehen. Im Jahr 2007 kehrte er zu Beira-Mar zurück. Nachdem sein Verein wieder in die Liga de Honra abgestiegen war, wurde er zum Stammspieler. Der Klub verpasste den Wiederaufstieg. Von Sommer 2008 bis Anfang 2009 war er ohne Verein, ehe ihn Erstligist Naval 1º de Maio unter Vertrag nahm. Nach Anlaufschwierigkeiten im ersten Jahr wurde er in der Spielzeit 2009/10 zur Stammkraft. Am Ende der Saison 2010/11 musste er mit seinem Klub absteigen.
Im Sommer 2011 holte ihn der rumänische Erstligist CFR Cluj. Unter seinem Landsmann Jorge Costa wurde er fester Bestandteil des Teams. Am Saisonende gewann er mit der Meisterschaft 2012 seinen ersten Titel. Im Jahr 2016 gewann er mit seinem Team den rumänischen Pokal.
Am 8. Oktober 2020 gab der mittlerweile eingebürgerte Camora sein Länderspieldebüt für die Auswahl Rumäniens. Bei der 1:2-Niederlage gegen Island in den Playoffs zur EM-Qualifikation stand er über die vollen 90 Minuten als Linksverteidiger auf dem Platz. Damit wurde der in Portugal geborene Camora mit 33 Jahren, 10 Monaten und 28 Tagen zum ältesten Debütanten in der Geschichte Rumäniens.

## Erfolge
- Rumänischer Meister: 2012, 2018, 2019, 2020, 2021, 2022
- Rumänischer Pokalsieger: 2016